# Euphyllodromia lineolata
Euphyllodromia lineolata es una especie de cucaracha del género Euphyllodromia, familia Ectobiidae.

## Distribución
Esta especie se encuentra en San Vicente y las Granadinas.